# Robert Borbidge
Robert „Rob“ Edward Borbidge AO (* 12. August 1954 in Ararat, Victoria, Australien) ist ein australischer Politiker der Nationalen Partei Australiens und ehemaliger Premierminister von Queensland.

## Leben
Borbidge begann seine politische Laufbahn innerhalb der Nationalen Partei bereits im Alter von 22 Jahren, als er 1976 für die Legislativversammlung des Bundesstaates Victoria im Wahlkreis Ripon kandidierte, allerdings gegen den Wahlkreisinhaber Tom Austin von der Liberal Party of Australia verlor.
Danach zog er nach Queensland um und wurde dort am 29. November 1980 zum Abgeordneten in die Legislativversammlung von Queensland gewählt und gewann dort im Wahlkreis Surfers Paradise gegen den bisherigen liberalen Wahlkreisinhaber Bruce Bishop.
Am 9. Dezember 1987 wurde er von Premierminister Mike Ahern als Minister für Industrie, Kleingewerbe, Kommunikation und Technologie in dessen Kabinett berufen und übernahm nach einer Regierungsumbildung im Januar 1989 das Amt des Ministers für Industrie, Kleingewerbe, Kommunikation und Tourismus. Zuletzt wurde er am 31. August 1989 auch Minister für Polizei, Notdienste und Strafvollzug.
Im Kabinett von Aherns Nachfolger als Premierminister, Russell Cooper, war er anschließend vom 25. September bis zum 7. Dezember 1989 Minister für Tourismus, Umwelt, Naturschutz und Forstwirtschaft. Als anschließend Wayne Goss von der Australian Labor Party Premierminister wurde, wurde er zunächst Stellvertretender Führer der Opposition, ehe er am 10. Dezember 1991 Oppositionsführer (Leader of the Opposition) wurde. In dieser Funktion wurde er am 2. November 1992 auch Führer der sogenannten „Queensland Coalition“, einem Wahlbündnis zwischen der Nationalen Partei und der Liberal Party, und spielte dabei persönlich eine Hauptrolle bei der Bildung einer Koalition zwischen den beiden konservativen Parteien. Diese Koalition unterlag jedoch bei den Wahlen 1992 und 1995 der Labor Party und zwar zuletzt im Juli 1995 mit 16 Stimmen.
Als Premierminister Goss im Februar 1996 zurücktrat, nachdem er die parlamentarische Mehrheit in der Legislativversammlung verloren hatte, wurde Borbidge am 19. Februar 1996 dessen Nachfolger und bildete eine Nationale-Liberale-Koalitionsregierung.
Am 20. Juni 1998 folgte ihm als Premierminister Peter Beattie von der Labor Party, die seitdem den Premierminister Queenslands stellt. Borbidge wurde danach wieder Oppositionsführer, legte aber dieses Amt nach der Wahlniederlage gegen die Labor Party 2001 ebenso nieder wie das Amt des Vorsitzenden der Nationalen Partei in Queensland.
2001 wurde er mit der Centenary Medal auszeichnet. Für die Verdienste um die wirtschaftliche Entwicklung in Queensland durch die Förderung von Geschäfts- und Investitionsmöglichkeiten, die Initiierung großer Infrastrukturprojekte und die Ausrichtung international beachteter Veranstaltungen sowie für die Gemeinschaft, insbesondere durch die Unterstützung von biomedizinischer Forschung und Bildungseinrichtungen zum Officer des Order of Australia ernannt.